# Nadaillac
Nadaillac é uma comuna francesa na região administrativa da Nova Aquitânia, no departamento Dordonha. Estende-se por uma área de 25,91 km². Em 2010 a comuna tinha 385 habitantes (densidade: 14,9 hab./km²).